# المحكمة الدولية الخاصة بلبنان
المحكمة الدولية الخاصة بلبنان هي محكمة جنائية ذات طابع دولي اقترحت وأقرت من قبل مجلس الأمن للنظر في نتائج التحقيق التي يقوم به لجنة التحقيق الدولية الخاصة باغتيال رئيس وزراء لبنان الأسبق رفيق الحريري ومقرها مدينة لاهاي في هولندا. دعم إنشاء هذه المحكمة في لبنان تحالف 14 آذار الحاكم حالياً والمعارض لسوريا في حين عارضها قوى 8 آذار التي تضم كل حزب الله وحركة أمل والتيار الوطني الحر بدعوى إنها تعمل على تدويل لبنان وتؤدي إلى التدخل الدولي والخارجي بشؤون لبنان الداخلية. بدأت المحكمة أعمالها في 1 مارس 2009.
في ديسمبر 2023 أعلن المتحدث باسم الأمم المتحدة ستيفان دوجاريك الإقفال التام للمحكمة الدولية الخاصة بلبنان بدءاً من الـ 31 من ديسمبر 2023، بعدما كانت المحكمة أعلنت في يوليو (تموز) 2021 أنها تواجه "أزمة مالية غير مسبوقة".